# Viviers-du-Lac
Viviers-du-Lac è un comune francese di 2 040 abitanti situato nel dipartimento della Savoia della regione dell'Alvernia-Rodano-Alpi.

## Società

### Evoluzione demografica
Abitanti censiti